# Калейца
Калейца (болг. Калейца) — село в Болгарии. Находится в Ловечской области, входит в общину Троян. Население составляет 630 человек.

## Политическая ситуация
В местном кметстве Калейца, в состав которого входит Калейца, должность кмета (старосты) исполняет Ренета Стефанова Варчева (независимый) по результатам выборов.
Кмет (мэр) общины Троян — Минко Цочев Акимов (Граждане за европейское развитие Болгарии (ГЕРБ)) по результатам выборов.